# Nornalup-inham
De Nornalup-inham is een baai in de regio South West in West-Australië. De inham situeert zich ongeveer 450 kilometer ten zuidwesten van Perth.

## Geschiedenis
De oorspronkelijke bewoners van het gebied zijn de Mineng Nyungah Aborigines. Nornalup is afgeleid van het aborigineswoord No-Nor-Nup. Het betekent "plaats van de tijgerslang". Resten van stenen aboriginesvisvallen zijn nog zichtbaar in de baai.
Kapitein Thomas Bannister en zijn mensen deden de inham aan in 1831. Zeehondenjagers hadden er reeds een basis sinds de eerste kolonisten zich aan King George Sound vestigden in 1826.
De eerste kolonisten die er zich vestigden waren de gebroeders Bellanger in 1909. Ondanks hoge druk van de houtindustrie werd in 1910 een gebied langs de Franklandrivier voorbehouden voor natuurbehoud. Sinds de jaren 1920 en vooral na de opening van de spoorweg tussen Denmark en Nornalup in 1929 is de streek een toeristische trekpleister. In 1933 werd het dorpje Walpole gesticht. Het toerisme is er de belangrijkste economische sector. Enkel na de twee wereldoorlogen werd er een paar jaar aan commerciële visvangst gedaan in de inham.

## Geografie
De Nornalup-inham is een van de drie permanent met de oceaan verbonden inhammen aan de zuidkust van West-Australië. Het is een estuariumsysteem waarin drie rivieren uitkomen. De zoetwaterrivier Walpole mondt via de Walpole-inham en een kilometer lang kanaal in de inham uit. De zoetwaterrivier Deep en de brakke rivier Frankland monden er rechtstreeks in uit. De Nornalup-inham beslaat 15 km² en is tot 5 meter diep. Doordat het estuarium permanent met de Indische Oceaan verbonden is, kent het een zeer uitgebreide biodiversiteit. De inham is vrij recent ontstaan. Ze werd ongeveer zevenduizend jaar geleden gevormd door het stijgend zeeniveau ten tijde van het Holoceen.
De inham kent getijdenwerking en wordt door golven gedomineerd. Het water is niet troebel. Er bestaat een hoog risico op dichtslibben.
De Walpole en Nornalup-inham, en de rivieren tot waar ze onderhevig zijn aan getijdenwerking, maken sinds 2009 deel uit van het "Walpole and Nornalup Inlets Marine Park". Het gebied rondom ligt grotendeels in het nationaal park Walpole-Nornalup. Een golvend landschap van beboste laterietheuvels en laagveendrasland omringt beide inhammen en de stroomgebieden van de Deep, Walpole en Franklandrivieren.

## Klimaat
Het zuidwesten van de staat kent een mediterraan klimaat. De gemiddelde temperaturen liggen tussen 12 en 24 °C in de zomer en 6 en 15 °C in de winter. De jaarlijkse gemiddelde neerslag valt vooral 's winters en varieert van jaar tot jaar. Ze kent een neerwaartse trend, een vermindering van 200 mm, sinds de jaren 1950. Walpole ontvangt gemiddeld 1300 mm terwijl het uiterste noordoosten van het afwateringsgebied slechts 500 mm ontvangt.

## Fauna en flora

### Flora
De oevers van de inham bestaan uit stranden en rotsformaties. Karri (Eucalyptus diversicolor) en lage eucalyptussen groeien op de hellingen. Agonis flexuosa en de Oxylobium heterophyllum uit de vlinderbloemenfamilie groeien op de lager gelegen oevers. Juncus en Melaleuca overheersen aan de mondingen van de rivieren Frankland en Deep. In tegenstelling tot de meeste andere estuaria aan de zuidwestkust heeft de inham geen kwelders. Enkel aan de mondingen van de rivieren loopt laaggelegen gebied onder bij veel neerslag.
De zeegrassen Ruppia megacarpa, Heterozostera tasmanica, Halophila decipiens en Halophila ovalis komen voor in de inham. De zeegrassen sterven en groeien snel, afhankelijk van de concentratie voedingsstoffen in het water. De zeegrassen vormen geen dichtbegroeide oppervlakten zoals in de meeste andere zeeboezems in West-Australië. Er werden in 2003 vijftien algensoorten waargenomen waaronder de Polyphysa, Cystoseira, Cladomorpha, Cladophora, Gracilaria, Enteromorpha, Zosterocarpus en de Chaetomorpha. Geen van de algen was veelvoorkomend. Het diepere deel van de inham bevat zwarte, organische modder en de donkere met tannine bezoedelde wateren zijn te donker voor de plantengroei.

### Fauna
Er leven een veertigtal soorten zeevissen in de inham. Grote zeevissen als de Acanthopagrus butcheri en de Cnidoglanis macrocephalus komen er jongeren. De Leptatherina wallacei, Atherinosoma elongata, Leptatherina presbyteroides, Pseudogobius olorum  en de Gavonigobius  lateralis komen veel voor in de inham. De larven van de Australische ansjovis, Urocampus carinirostris, Favonigobius lateralis en de Parablennius tasmanianus zijn veel voorkomend. Er leven ook haaien en roggen in de inham waaronder de Dasyatis thetidis, gladde hamerhaai, Aptychotrema vincentiana, Myliobatis australis en de Australische toonhaai.
Een honderdvijftigtal vogelsoorten leven in en rond de inham waaronder veel zee- en oevervogels. De visarend en de witbuikzeearend zijn de meest voorkomende grote roofvogels. Verder vindt men er zwanen, eenden, futen, koeten, aalscholvers, reigers, pelikanen, strandlopers en snippen en de Australische witte ibis. Er komen ook vogels uit de geslachten Porphyrio, Gallinula en Haematopus voor.
Doordat de inham permanent verbonden is met de oceaan leven er ook meer ongewervelde dieren dan in de andere inhammen langs de zuidwestkust. De slangpier, Xenostrobus pulex, Spisula trigonella en de Soletellina  donacioides komen er veel voor. De Metapenaeus dalli, Palaemonetes serenus, Portunus pelagicus en de Cyclograpsus audouinii vindt men ook in de inham.